# Ярошинский, Карл Иосифович
Карл (Лукиа́н Иоа́нн) Ио́сифович Ярошинский (польск. Karol Jaroszyński, Karol Lucjan Jan Jaroszyński, Charles Jaroszynski; 13 ноября 1878 года, Киев, Российская империя — 8 сентября 1929 года, Варшава, Польская республика) — польский предприниматель, финансист, меценат и масон. Друг и благотворитель семьи царя Николая II во время её пребывания в Сибири.

## Биография
Карл Иосифович — сын Иосифа (Клеменса) Францевича Ярошинского (1826—1885). Учился в мужской школе Общества поддержки высшей школы и Первой Киевской гимназии (оконч. в 1896 г.); выпускник Московского реального училища (1899). В 1914 г. он и его семья были настроены проантантовски. Некоторое время проживал в Подолье, около Винницы. Владел имениями в Антополе, Крыжополь и Вапнярке. Был прозван русским Вандербильтом. В марте 1916 года его активы оценивались в 26 миллионов рублей, 300 миллионов рублей векселей и 950 миллионов рублей в золоте и недвижимости. Поэтому можно предположить, что он был одним из самых богатых и влиятельных людей в Российской империи и самым богатым поляком на рубеже XIX и XX веков. Он был владельцем или совладельцем 53-х сахарных и перерабатывающих заводов, 12-ти банков, в том числе:
- Русский торгово-промышленный банк в Санкт-Петербурге,
- Русский для внешней торговли банк в Санкт-Петербурге,
- Русско-Азиатский банк в Санкт-Петербурге,
- Санкт-Петербургский международный коммерческий банк,
- Киевский Частный Коммерческий Банк,
- Соединённый банк в Москве,
- Сибирский торговый банк в Санкт-Петербурге.

Карл Ярошинский также был владельцем ряда шахт, металлургических заводов, железнодорожных компаний (например, Ачинско-Минусинской железной дороги), двух судоходных компаний на Днепре, нефтяных (например, «Русская нефть», «Тер-Акопов») и страховых компаний, 8 фабрик металлообрабатывающей и машиностроительной промышленности (две — в Киеве), текстильных фабрик, цементных заводов, двух роскошных отелей в Киеве (в том числе отель «Europa»), газет «Новое время» и «Биржевые ведомости», лесных массивов. Для управления синдикатом Ярошинский сформировал Совет, состоявший из 5 министров и 10 сенаторов, в их числе — бывший председатель Совета Министров Владимир Коковцов и бывший директор департамента полиции Алексей Лопухин, в то время как прямое управление имуществом, под названием «Управление товарами и интересами Кароля Ярошинского», находилось в киевском Гранд-отеле, где занимало два этажа (1917—1918). Ярошинский также владел дворцами — в Антополе, два в Санкт-Петербурге (ул. Большая Морская, 52 / наб. Р. Мойки, 97 (на 1916 г.) и на Каменном острове), в Киеве (ул. Ярославов Вал, 1), домами в Одессе, Лондоне (1919), виллой «Мон-Стюарт» во французском Больё-сюр-Мер, Монте-Карло и в Варшаве на аллее Уяздовской, 13 многоквартирными домами в Киеве (Крещатик, 12, 1882—1912) и 8 в Петербурге.
В 1917 году приобрел в Санкт-Петербурге за 1 миллион рублей дом сенатора Половцова (Набережная Крюкова канала, 12) в качестве общежития для польских студентов, в 1918 — стал соучредителем Люблинского католического университета (на сумму 8 088 870 рублей).
Главный фигурант так называемой «Банковской интриги» в России, целью которой была финансовая поддержка со стороны союзников антибольшевистских сил в России. 1919 год он провёл в Лондоне; в 1920 году был эвакуирован на последнем корабле из Крыма через Константинополь в Париж, где остановился в отеле Вандом. С 1921 по 1923 год Ярошинский жил в Варшаве в Собаньском дворце, где работал директором банка Bank Rosyjsko-Polski SA (1921—1922) и президентом банка Bank Pocztowy Przemysłowców SA (1921—1923). Одновременно он был основным акционером (56 %) банка Bank Towarowy SA в Варшаве (1922).
В 1923 году уехал в Западную Европу и вернулся в Варшаву в 1926 году, живя по адресу ул. Смочжей 7.
Семьи не имел. Умер в одиночестве и бедности в варшавской больнице Святого Духа от брюшного тифа и был похоронен в семейном склепе на кладбище Старые Повонзки.